# Arjonilla
Arjonilla ist ein südspanischer Ort und eine aus dem Hauptort und mehreren Weilern bestehende Gemeinde (municipio) mit insgesamt 3.531 Einwohnern (Stand: 2024) im Westen der Provinz Jaén in der autonomen Region Andalusien.

## Lage
Der Ort Arjonilla liegt knapp 48 km (Fahrtstrecke) nordwestlich der Provinzhauptstadt Jaén in einer Höhe von ca. 340 bis 360 m ü. d. M. Das Klima im Winter ist gemäßigt, im Sommer dagegen warm bis heiß; die geringen Niederschlagsmengen (ca. 525 mm/Jahr) fallen – mit Ausnahme der nahezu regenlosen Sommermonate – verteilt übers ganze Jahr.

## Bevölkerungsentwicklung
| Jahr      | 1857  | 1900  | 1950  | 2000  | 2020  |
| Einwohner | 3.607 | 4.585 | 6.006 | 3.927 | 3.543 |

Die deutliche Bevölkerungsrückgang in der zweiten Hälfte des 20. Jahrhunderts ist im Wesentlichen auf die nahezu ausschließliche Anpflanzung von Olivenbäumen, die damit einhergehende Mechanisierung und den daraus resultierenden  Verlust von Arbeitsplätzen zurückzuführen.

## Wirtschaft
Arjonilla liegt im Westen der schier endlosen Olivenbaumplantagen der Provinz Jaén. Früher wurden auch Getreide, Weinreben etc. zur Selbstversorgung angepflanzt; Gemüse stammte aus den Hausgärten. Im Ort selbst haben sich Kleinhändler, Handwerker und Dienstleistungsbetriebe aller Art angesiedelt. Daneben gibt es mehrere Ferienhäuser (casas rurales).

## Geschichte
Auf dem Gemeindegebiet wurden prähistorische Kleinfunde entdeckt; iberische Funde fehlen. Aus der römischen Antike wurden zahlreiche Münzen gefunden und aus westgotischer Zeit stammt ein Sarkophag, der heute im Museo de Jaén gezeigt wird. Zu Beginn des 8. Jahrhunderts wurde die Gegend von den Mauren überrannt. Nach dem Ende des Kalifats von Córdoba (1031) wurde die Gegend Bestandteil des Taifa-Königreichs Jaén. Um die Mitte des 12. Jahrhunderts fiel Arjonilla an das Almohadenreich, welches sich nach der Niederlage in der Schlacht bei Las Navas de Tolosa (1212) zunehmenden Angriffen seiner muslimischen (Ibn Hud, Muhammad I. ibn Nasr) und christlichen Nachbarn ausgesetzt sah. Wahrscheinlich etwa gleichzeitig mit Jaén (1246) wurde Arjonilla von den Christen unter Ferdinand III. von Kastilien zurückerobert (reconquista) und dem neugeschaffenen Königreich Jaén eingegliedert, das allerdings eng mit der Krone von Kastilien verbunden war und politisch nicht in Erscheinung trat. Verwaltet wurde der Ort – wie auch der größere Nachbarort Arjona – vom Calatrava-Ritterorden. Mit dem Alhambra-Edikt (1492) der Katholischen Könige begann die Vertreibung der Juden; in den Jahren um 1610 wurden die letzten Muslime (Morisken) ebenfalls ausgewiesen.

## Sehenswürdigkeiten
- Die Burg (Castillo del Trovador Macías) ist das älteste Bauwerk der Stadt. Bei Ausgrabungen wurden maurische Fundamentreste entdeckt, doch die heute sichtbare Anlage mit dem 17 m hohen Torturm stammt aus dem 15. Jahrhundert. Der Name der Burg geht auf das Drama Porfiar hasta morir von Lope de Vega (1562–1635) und die Erzählung El doncel de don Enrique el Doliente von Mariano José de Larra (1809–1837) zurück.[9]
- Die Iglesia de la Encarnación wurde im 16. Jahrhundert fertiggestellt; der Glockenturm mit seinem für Spanien eher ungewöhnlichen Spitzhelm ist jedoch ein Werk des frühen 17. Jahrhunderts. Im 17. und 18. Jahrhundert wurden auch die Seitenkapellen beiderseits des Kirchenschiffs hinzugefügt. Das Altarretabel aus der Zeit um 1580 wurde während des Spanischen Bürgerkriegs teilweise zerstört, jedoch später restauriert.

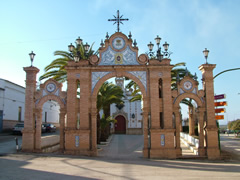
Ermita de San Roque

- Die in den Jahren 1616/7 fertiggestellte Casa del Juzgado diente lange Zeit als Rathaus. Der Balkon im Mittelteil der Fassade wird gerahmt von zwei mit Keulen bewaffneten Männern. In der oberen Wandfläche finden sich drei steinerne Wappenschilde, deren mittleres das Habsburgische Königswappen mit anhängender Kette des Ordens vom Goldenen Vlies ist.[10]
- Der Palacio del Marqués de la Merced entstand im ausgehenden 17. Jahrhundert. Er dient heute als Außenstelle des Museo de Jaén und präsentiert hauptsächlich Keramikfunde.
- Die beiden Einsiedlerkirchen (Ermita de Jesús und Ermita de San Roque) stammen aus dem 17./18. Jahrhundert.